# Masontown (Pensilvania)
Masontown es un borough ubicado en el condado de Fayette en el estado estadounidense de Pensilvania. En el año 2000 tenía una población de 3,611 habitantes y una densidad poblacional de 918 personas por km².

## Geografía
Masontown se encuentra ubicado en las coordenadas 39°50′46″N 79°54′13″O / 39.84611, -79.90361

## Demografía
Según la Oficina del Censo en 2000 los ingresos medios por hogar en la localidad eran de $24,049 y los ingresos medios por familia eran $27,609. Los hombres tenían unos ingresos medios de $35,948 frente a los $18,194 para las mujeres. La renta per cápita para la localidad era de $13,875. Alrededor del 25.2% de la población estaba por debajo del umbral de pobreza.